# Antillai virágdenevérek
Az antillai virágdenevérek (Phyllonycterinae) az emlősök (Mammalia) osztályának a denevérek (Chiroptera) rendjébe, ezen belül a kis denevérek (Microchiroptera) alrendjébe és a hártyásorrú denevérek (Phyllostomidae) családjába tartozó alcsalád.

## Rendszerezés
Az alcsalád mindössze 2 nemet és 5 fajt tartalmaz:
- Erophylla - 2 faj
- Phyllonycteris - 3 faj